# Менептолем
Менептолем је у грчкој митологији било име више личности.

## Митологија
- Према Квинту Смирњанину, био је супруг Тисифоне, Антимахове кћерке.[1]
- Према Аполодору, био је један од Пенелопиних просилаца из Дулихијума.[2]